# Adoretosoma citricola
Adoretosoma citricola är en skalbaggsart som beskrevs av Ohaus 1930. Adoretosoma citricola ingår i släktet Adoretosoma och familjen Rutelidae. Inga underarter finns listade i Catalogue of Life.